# Metabolisme dels andrògens

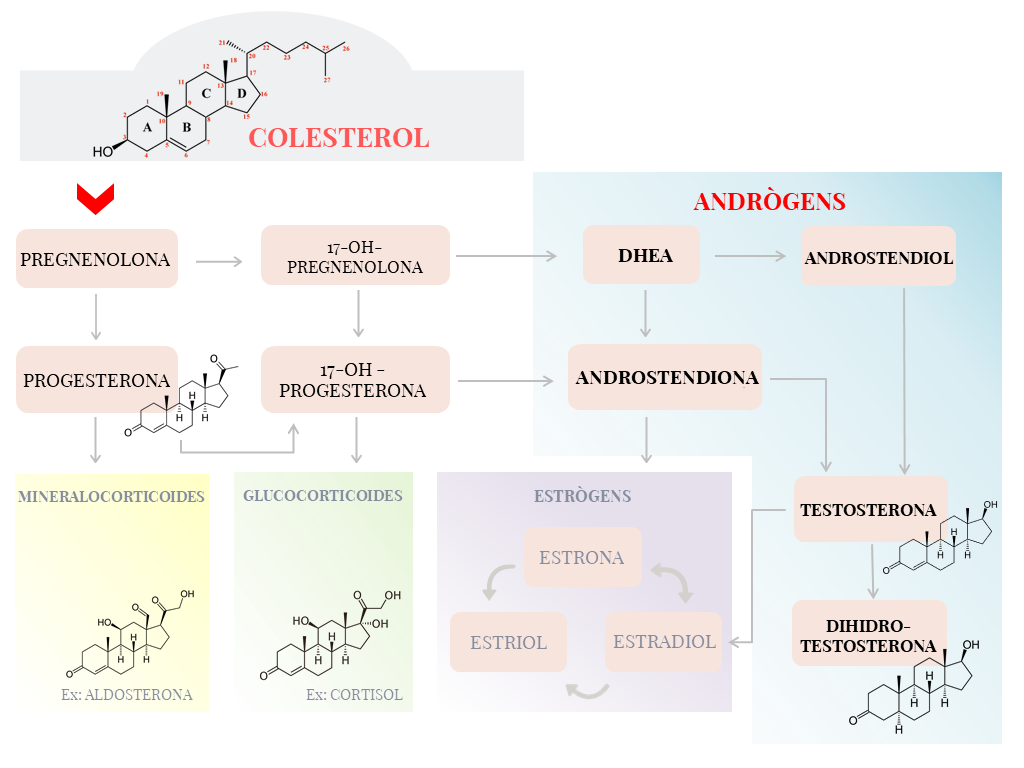
Biosíntesi dels andrògens

El metabolisme androgènic és un mecanisme químic compost per diversos processos referents als andrògens. Això inclou la seva síntesi, la secreció i el transport pels teixits.

## Andrògens
Els andrògens són compostos esteroides (és a dir, que contenen ciclopentanoperhidrofenantrè) amb una o més cadenes laterals. Dins els esteroides hi ha diferents grups, com ara els esterols, els àcids biliars i les hormones. En concret, els andrògens formen part del grup dels esteroides C-19, que són un subgrup de les hormones. La més coneguda és la testosterona.

### Producció i funcions
La producció d'andrògens té lloc en 3 localitzacions específiques: a les glàndules suprarrenals (en concret a l'escorça suprarrenal) i a les gònades (testícles en homes i ovaris en dones). Cal tenir en compte que la producció d'andrògens a les glàndules suprarrenals representa un percentatge molt petit amb relació a la producció total, en concret un 10% en homes.
Els andrògens tenen un paper essencial en la salut reproductiva i en la regulació metabòlica d'homeostasi. La seva funció primordial és l'estimulació del desenvolupament dels caràcters sexuals, en concret dels masculins (és per això que es consideren hormones virilitzants), a més del manteniment dels òrgans sexuals. Alhora, tenen un paper clau en la producció d'esperma. Aquest procés, anomenat espermatogènesi, es duu a terme conjuntament amb la hormona estimulant del fol·licle (FSH). També tenen una funció anabòlica, ja que contribueixen al desenvolupament de l'esquelet i del teixit muscular durant la pubertat.
A més de les ja mencionades, hi ha altres funcions menys conegudes, com ara la inhibició de la deposició de greix o el comportament (això ocorre perquè alguns tipus de neurones són sensibles a les hormones esteroidals, per tant la variació dels nivells d'andrògens podrien estar relacionats amb certs canvis en el comportament). De totes maneres, aquestes funcions encara estan sota estudi. Cal tenir en compte que la presència i producció d'andrògens varia depenent de certs paràmetres, com ara el sexe, l'estat de la tiroide, el pes i fins i tot difereix entre teixits.

### Tipus d'andrògens
Els tipus d'andrògens més importants són:
- Dehidroepiandrosterona (DHEA): Hormona esteroide produïda al còrtex de les glàndules suprarrenals. És un dels andrògens precursors més importants.
- Androstenediol: Hormona esteroide, dins del grup dels andrògens. És el principal precursor de la testosterona, amb una taxa de conversió 3 cops superior a la de l'androstendiona.
- Androstendiona (Andro): Hormona esteroide androgènica que es pot sintetitzar als testicles, ovaris i a l'escorça de les glàndules suprarrenals. És un dels precursors de la testosterona.
- Testosterona: Hormona esteroide que es produeix principalment als testicles, però en menor mesura també als ovaris i a les glàndules suprarrenals. És l'andrògen principal i té moltes funcions virilitzants.
- (Dihidrotestosterona) (DHT): Metabòlit biològicament actiu de la testosterona, que es produeix tant a la pròstata com als testicles, fol·licles pilosos, i a l'escorça suprarrenal. Té un efecte androgènic 5 cops més potent que la mateixa testosterona, degut a l'increment d'afinitat amb el receptor androgènic.
- (Androsterona): Intermediari en la síntesi d'hormones androgèniques en humans. Té un baix efecte androgènic.

## Metabolisme

### Biosíntesi
Les hormones esteroidals són hormones lipídiques que se sintetizen a la glàndula suprarenal (o adrenal) a partir del colesterol. No obstant això, els andrògens es produeixen principalment a les gònades (testicles i ovaris, encara que els testicles produeixen una quantitat molt superior). La glàndula adrenal segrega quantitats molt baixes d'andrògens actius, però té un paper molt important en la producció de precursors d'andrògens que s'activen als teixits perifèrics. Durant l'esteroideogènesi, pot reduir-se el nombre d'àtoms de carboni presents en el colesterol a través d'una sèrie de reaccions possibles: escissió d'una cadena lateral (enzims desmolases), conversió de grups hidroxil en cetones o viceversa (enzims deshidrogenases), addició de grups OH (enzims hidroxilases) i creació o eliminació d'enllaços dobles.
Les posicions principals que intervenen en el metabolisme són C17, C3 i C5 del colesterol i determinen l'activitat androgènica. El primer enzim que actua és la 20,22-desmolasa, que talla l'enllaç entre C20 i C22 del colesterol, generant la pregnenolona, el primer derivat del qual parteixen els altres. El colesterol es converteix en pregnenolona a causa d'un estímul de retroalimentació positiva de la corticotropina (ACTH) al nivell de la adenohipòfisi, degut a un estímul previ de l'hormona alliberadora de corticotropina (CRH) a l'hipotàlem.
Després, a partir de la pregnenolona, de la qual deriven els mineralocorticoides, els glucocorticoides i els andrògens, es genera la progesterona per l'acció de la 3-β-hidroxiesteroide deshidrogenasa (3β-HSD) sobre l'hidroxil del C3 i la isomerització del doble enllaç en C4 i C5. En cas de produir-se una sèrie de reaccions químiques catalitzades per diversos enzims hidroxilases, la progesterona pot donar lloc a mineralocorticoides com l'aldosterona.
D'una altra banda, la pregnenolona i la progesterona també poden patir l'acció de l'enzim 17-α-hidroxilasa, que els col·loca un hidroxil en la posició C17, generant 17-hidroxipregnenolona i 17-hidroxiprogesterona respectivament. De la mateixa manera que la progesterona és precursora dels mineralocorticoides, l'acció d'una sèrie d'enzims hidroxilases sobre la 17-hidroxiprogesterona pot donar lloc a glucocorticoides com el cortisol.
Una vegada formats els mineralocorticoides i els glucocorticoides, l'últim pas de la síntesi d'hormones esteroidals és la formació dels andrògens, que es poden transformar en estrògens. Tant la 17-hidroxipregnenolona com la 17-hidroxiprogesterona pateixen un tall entre C17 i C20 per part de la 17,20-liasa. Quan el substrat és la 17-hidroxipregnenolona s'obté la dehidroepiandrosterona (DHEA), que és un androgen suprarenal, mentre que si el substrat és la 17-hidroxiprogesterona s'obté l'altre androgen suprarenal, l'androstendiona. Al mateix temps, la DHEA es pot convertir en androstendiona gràcies a l'enzim 3β-HSD. En aquest punt es pot donar per finalitzada la síntesi d'hormones esteroidals a la glàndula suprarenal.
Per tal d'obtenir el principal androgen, la testosterona, i els estrògens que es poden formar a l'organisme, es necessita l'estímul de l'hormona luteïnitzant (LH) a partir de les cèl·lules de la teca o del testicle, que estimula l'enzim colesterol desmolasa. Tant la DHEA com l'androstendiona poden patir la reducció de l'oxigen del C17 per part de l'enzim 17-β-hidroxiesteroide deshidrogenasa. Quan el substrat és la DHEA s'obté androstenediol, mentre que quan el substrat és l'androstendiona s'obté la testosterona, una reacció clàssica que es produeix a nivell dels testicles. Alhora, l'androstenediol també pot convertir-se en testosterona gràcies a l'enzim 3β-HSD.
Tot i que la testosterona es troba tant en homes com en dones, és de vital importància com a hormona sexual masculina. En el cas dels homes, la testosterona pot passar al seu metabòlit més actiu, la dihidrotestosterona (DHT), per acció de la 5-α-reductasa. La conversió de la testosterona a la dihidrotestosterona més potent es produeix a la glàndula prostàtica, el fetge, el cervell i la pell. A diferència dels ovaris, els testicles presenten activitat esteroidogènica des de gairebé el principi de la gestació i, de fet, la testosterona testicular és fonamental per al desenvolupament dels genitals interns masculins durant la vida fetal, mentre que la conversió de la testosterona a dihidrotestosterona és essencial per al desenvolupament dels genitals externs. Els efectes fisiològics de la testosterona són insuficients per a la masculinització, de manera que es necessita la dihidrotestosterona per a la fisiologia masculina normal. Es pot observar un descens d'andrògens en homes a partir de la tercera dècada de la vida, ja que l'envelliment dona lloc a una fallida testicular gradual a causa d'una disminució del nombre de cèl·lules de Leydig, cosa que es tradueix en una reducció de les concentracions de testosterona.
En canvi, en el cas de les dones, la testosterona i l'androstendiona són andrògens que, gràcies a l'aromatasa poden donar, respectivament, 17-β-estradiol o estrona (ambdues hormones estrogèniques) per aromatització del primer anell del ciclopentanoperhidrofenantrè. En algunes circumstàncies, els estrògens poden transmetre missatges androgènics, com per exemple al cervell, on s'aromatitza un grau important de testosterona. Si bé els estudis han demostrat que els ovaris utilitzen eficientment DHEA d'origen suprarenal per a la producció d'andrògens i estrògens, també tenen capacitat d'esteroideogènesi de novo. Els andrògens generen metabòlits inactius, androsterona (ADT) i etiocolanolona, que són excretats per orina.

### Secreció
Els andrògens, principalment la testosterona, són secretats pels testicles, o en el cas de les dones per les cèl·lules de la teca dels ovaris (l'androstendiona), però en menor mesura també per les glàndules suprarrenals; aquest és el cas de la dehidroepiandrosterona (DHEA).
Pel que fa a la testosterona, la regulació de la seva producció en homes és causada per l'acció de l'hormona luteïnitzant (LH) en les cèl·lules de Leydig, cèl·lules localitzades als túbuls seminífers. Aquesta hormona regula la secreció de testosterona en funció de la seva concentració en sang, i és dirigida per la hipòfisi i l'hipotàlem. La testosterona produïda en les cèl·lules de Leydig és la que passa a la circulació. En dones, en canvi, només la meitat de la testosterona secretada prové dels ovaris o de les glàndules suprarrenals, la resta es forma per la conversió de precursors als teixits perifèrics.
La secreció de testosterona en homes és entre 12 i 16 vegades més elevada que en dones i els seus nivells en sang també varien en funció de cada etapa de la vida: mentre que abans de la pubertat la concentració plasmàtica de testosterona és d'uns 20 ng/dl, en homes adults pot arribar a ser d'uns 1000 ng/dl.
D'altra banda, la secreció de DHEA per part de les glàndules suprarrenals ve regulada per l'hormona corticotropina (ACTH), hormona produïda a l'adenohipòfisi. Però només el 50% de DHEA prové d'aquestes glàndules, la resta es forma per la desulfatació de la DHEA-S en els teixits perifèrics. Els nivells en plasma de DHEA i de DHEA-S depenen en gran manera de l'edat: observem els valors més baixos en infants, i a mesura que s'apropen a la pubertat se'n produeix un augment fins a estabilitzar-se.

### Transport
La major part dels andrògens (un 98%) circulen en sang lligats a proteïnes plasmàtiques, tot i que en menor mesura també en podem trobar circulant de forma lliure. Les principals proteïnes que s'uneixen als andrògens són albúmines i globulines, com ara l'ABP, una proteïna regulada per l'hormona fol·liculoestimulant (FSH) a les cèl·lules de Sertoli, o la globulina d'unió a hormones sexuals (SHBG), que transporta i regula l'accés dels andrògens als seus teixits diana.
El fet de trobar-se units amb alguna d'aquestes proteïnes (principalment amb la SHBG) pot inhibir la funció dels andrògens, per tant, és quan es troben en forma lliure que són biològicament actius i capaços d'entrar a la cèl·lula per unir-se amb els seus receptors. La principal característica estructural que permet als andrògens unir-se a la globulina SHBG és presentar el grup 17-β-hidroxiesteroide deshidrogenasa, expressió regulada per la LH. En dones, aproximadment el 68% de la testosterona es troba lligada a la SHBG.
La concentració de SHGB varia durant la vida influenciada pel metabolisme i factors hormonals. En nens, la concentració és bastant similar per ambdós sexes, però aquesta canvia durant la pubertat fent que la de les dones sigui molt més alta i la dels homes decreixi. La reducció de SHGB plasmàtic en nois serveix per augmentar la quantitat de testosterona lliure a la sang necessària per a la maduració d'òrgans sexuals.

### Altres reguladors de l'acció androgènica
A part de la LH, l'ACTH i la SHBG hi ha altres molècules importants en la regulació de l'acció del metabolisme androgènic.
Un exemple és la 5-α-reductasa i l'hidroxiesteroide deshidrogenasa. Aquests dos enzims acostumen a trobar-se acumulats al voltant dels receptors d'andrògens dels teixits diana. A la majoria d'aquests teixits la testosterona ha de transformarse en 5-α-deshidrotestosterona i això és possible gràcies a l'acció de la 5-α-reductasa. Aquesta reducció fa molt més susceptible una nova reducció per part dels enzims 3-α i 3-β-hidroxiesteroide deshidrogenases. Aquests nous andrògens poden posteriorment modificar-se amb sulfats i glucurònids, molècules que faran que l'androgen no pugui unir-se al seu receptor i sigui hormonalment inactiu.
Un mecanisme inhibidor semblant tenen les hidroxiesteroides sulfotransferases, enzims que catalitzen reaccions de sulfonació. Com s'ha esmentat anteriorment, aquest nou grup sulfat no permet a l'androgen unir-se al seu receptor.
L'activitat androgènica també pot ser intervinguda pel sistema de receptor d'estrògens. Aquesta regulació és causada per la conversió de testosterona en estradiol feta per l'enzim aromatasa present en molts teixits diana, especialment a l'adipòs i cerebral. Es creu que la conversió de la testosterona a estradiol té un paper important en el desenvolupament i manteniment de les pautes masculines i femenines de conducta sexual.

## Trastorns associats
Les anormalitats en el metabolisme androgènic s'han pogut associar a condicions diverses:
- Obesitat: Està associada a alteracions en la secreció, transport i metabolització d'andrògens variant segons el sexe. Quant a l'obesitat femenina, s'ha observat que les dones amb obesitat tenen una gran activitat del seu metabolisme androgènic (nivells superiors d'andrògens lliures respecte dones de pes normal), inclús en absència de la síndrome de l'ovari poliquístic.[20] En el cas masculí, les proves indiquen que una deficiència de testosterona indueix l'augment del teixit adipós; alhora, aquest ascens de teixit adipós també fomenta l'hipogonadisme.[21]
- Síndrome d'insensibilitat androgènica: És una condició, donada per disfuncions al gen receptor d'andrògens del cromosoma X, que causa la incapacitat de la cèl·lula per respondre als andrògens. Aquesta síndrome es caracteritza per trastorns en el desenvolupament sexual, fent que el cos d'un mascle (XY) es desenvolupi amb característiques femenines.[22]
- Lupus eritematós sistèmic: Aquesta malaltia autoimmunitària crònica està relacionada amb alteracions del metabolisme dels andrògens i dels estrògens,[23] degut a que s'ha comprovat que els esteroides contribueixen en la modulació del sistema immunitari.[24]
- Càncer de pròstata: Durant aquest tipus de càncer es pot desregular la funció del receptor d'andrògens (RA) cosa que causa anormalitats en els gens regulats per aquest (que inclouen reguladors del cicle cel·lular, factors de transcripció, etc.). El RA té un paper molt important en aquest tipus de càncer ja que dota al tumor d'una major supervivència.[25]